# Ernst Gehben
Ernst-Julius Gehben (* 1844 in Altenbruch; † 4. Januar 1916 in Altenbruch) war ein deutsch-amerikanischer Kaufmann und Farmer.

## Biografie

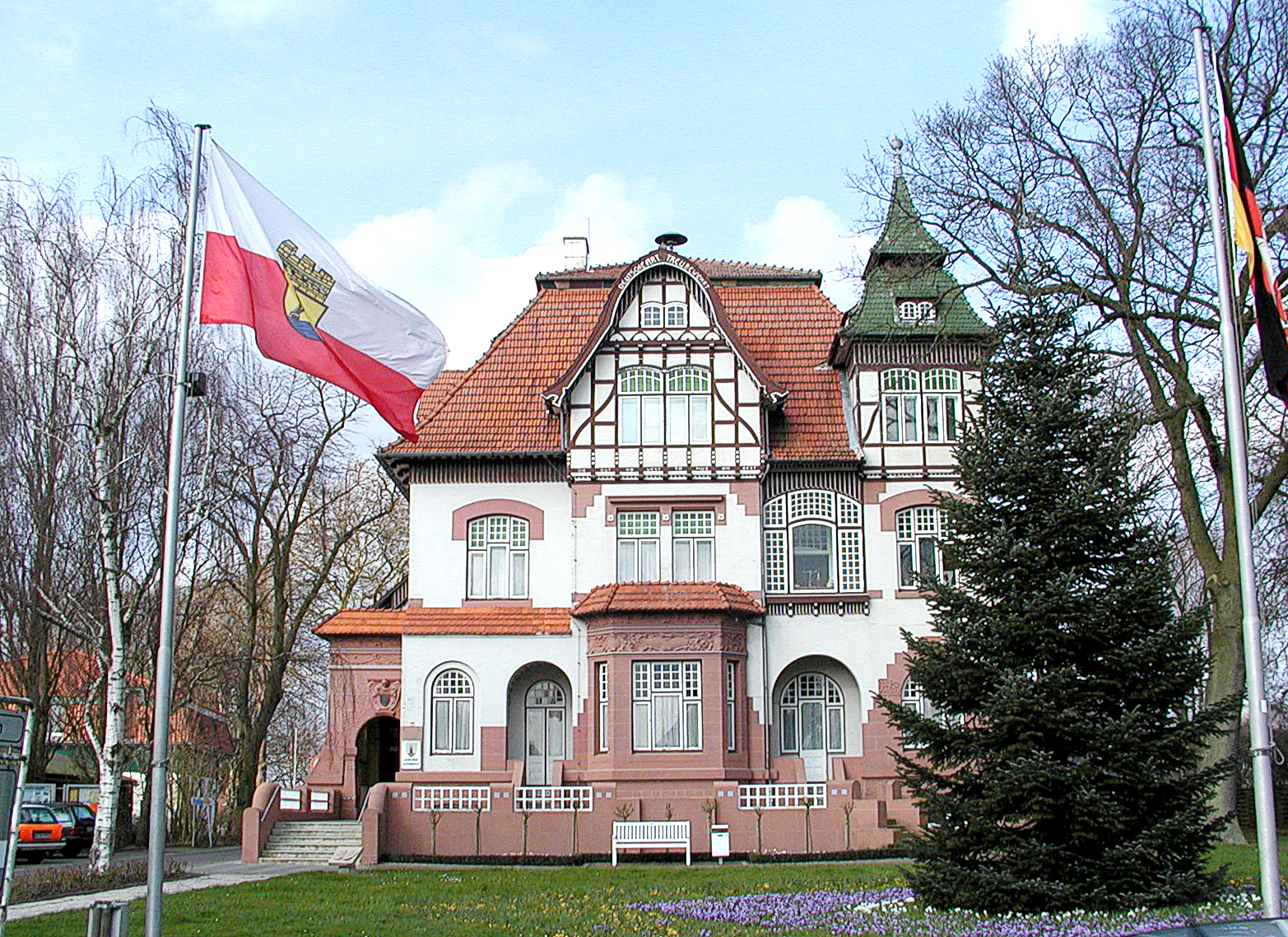
Die Villa in Altenbruch

Gehben war der Sohn eines Kätners (Kleinbauer). 1859, mit 15 Jahren, wanderte er nach den Vereinigten Staaten von Amerika aus. Er konnte durch seinen Einsatz einen beträchtlichen Wohlstand erreichen. 1904 besuchte er seinen Heimatort und heiratete die Tochter des einheimischen Bauern Wahlen. Für sie erwarb er vom Bürgermeister einer Stadt im US-Bundesstaat New Jersey eine große Farm. Seine Frau hatte aber großes Heimweh. So beauftragte er von Amerika aus den Ritzebütteler Architekten Achmet Steinmetz mit dem Bau der repräsentativen Villa Gehben. Missverständnisse bei den amerikanischen und deutschen Maßeinheiten bewirkten, dass die Villa größer wurde als der Bauherr das eigentlich wollte. Das Ehepaar zog um 1908 in die Villa ein. Er stiftete 1908 zwei Glasfenster im Chor der St. Nicolai-Kirche. Gehben wurde 1916 in seinem runden denkmalgeschützten Mausoleum auf dem Altenbrucher Friedhof beigesetzt.

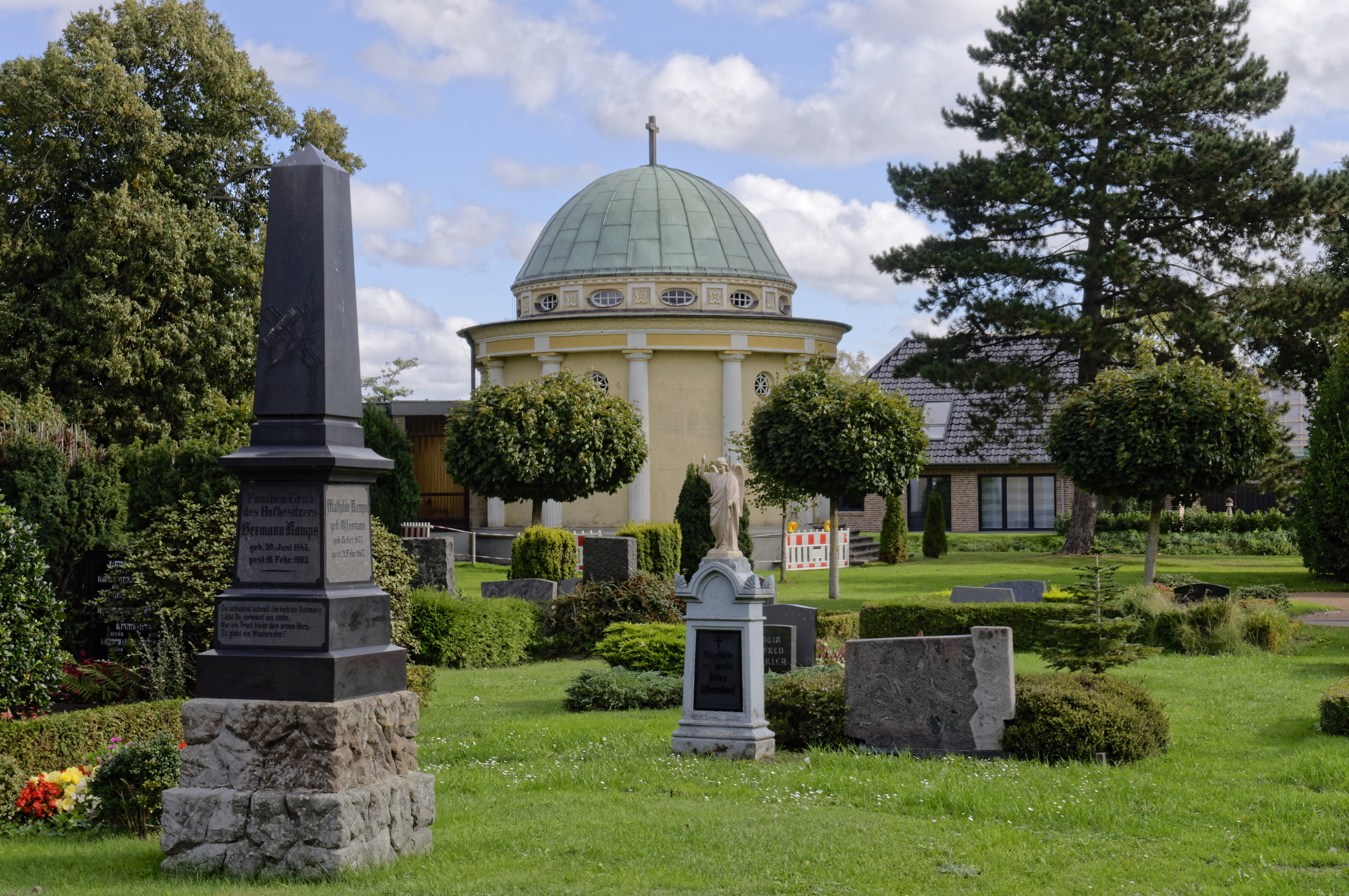
Mausoleum von 1912

## Ehrungen
- Der Ernst-Gehben-Weg in Cuxhaven-Altenbruch wurde nach ihm benannt.
- Die Villa Gehben trägt seinen Namen.